# Liste du patrimoine mondial au Zimbabwe
Cet article recense les sites inscrits au patrimoine mondial au Zimbabwe.

## Statistiques
Le Zimbabwe ratifie la Convention pour la protection du patrimoine mondial, culturel et naturel le 16 août 1982. Le premier site protégé est inscrit en 1984.
En 2013, le Zimbabwe compte 5 sites inscrits au patrimoine mondial, 3 culturels et 2 naturels.
Le pays a également soumis 2 sites à la liste indicative, culturels.

## Listes

### Patrimoine mondial
Les sites suivants sont inscrits au patrimoine mondial.
| Site                                                         | Province          | Type                       | Date | Superficie (ha) | Zone tampon (ha) | Lien | Notes                                       | Coordonnées                      | Illus. |
| ------------------------------------------------------------ | ----------------- | -------------------------- | ---- | --------------- | ---------------- | ---- | ------------------------------------------- | -------------------------------- | ------ |
| Parc national de Mana Pools, aires de safari Sapi et Chewore | Matabeleland Nord | Naturel, (vii), (ix), (x)  | 1984 | 676 600         |                  | 302  |                                             | 15° 49′ 08″ sud, 29° 24′ 29″ est |        |
| Monts Matobo                                                 | Matabeleland Sud  | Culturel, (iii), (v), (vi) | 2003 | 205 000         | 105 000          | 306  |                                             | 20° 30′ sud, 28° 30′ est         |        |
| Monument national du Grand Zimbabwe                          | Masvingo          | Culturel, (i), (iii), (vi) | 1986 | 722             |                  | 364  |                                             | 20° 16′ 59″ sud, 30° 55′ 59″ est |        |
| Ruines de Khami                                              | Matabeleland      | Culturel, (iii), (iv)      | 1986 |                 |                  | 365  |                                             | 20° 09′ 29″ sud, 28° 22′ 37″ est |        |
| Mosi-oa-Tunya / Chutes Victoria                              | Matabeleland Nord | Naturel, (vii), (viii)     | 1989 | 6 860           |                  | 509  | Site transfrontalier partagé avec la Zambie | 17° 55′ 30″ sud, 25° 51′ 18″ est |        |

### Liste indicative
Les sites suivants sont inscrits sur la liste indicative.
| Site                                 | Province     | Type                       | Date | Lien | Notes | Coordonnées                      | Illus. |
| ------------------------------------ | ------------ | -------------------------- | ---- | ---- | --- | -------------------------------- | ------ |
| Monument national de Ziwa (en)       | Manicaland   | Culturel (iii), (iv), (v)  | 1997 | 903  | Inscrit sous le nom « Ziwa National Monument » | 18° 07′ 59″ sud, 32° 37′ 59″ est |        |
| Ensemble Naletale (en) de Dzimbabwes | Matabeleland | Culturel (ii), (iii), (iv) | 2018 | 6364 | Inscrit sous le nom « Naletale Cluster of Dzimbabwes ». Outre Naletale (en), le site comprendrait plusieurs sites proches comme Nsalansala ou Bhila | 19° 52′ 52″ sud, 29° 31′ 50″ est |        |